# Paganus (Oultrejourdain ura)
Paganus, a pohárnokmester (latinul: Paganus Pincerna, franciául: Payen le Bouteiller; ? − 1149 körül) szentföldi keresztes előkelő, a Jeruzsálemi Királyság Oultrejourdain hűbéruradalmának ura körülbelül 1126 és 1149 között, Kerak várának építtetője.

## Élete
1118-as trónra lépése után II. Balduin jeruzsálemi király a főemberek elmozdításával átrendezte a hatalmi viszonyokat az országban. Paganus pohárnok neve ehhez kötődően 1120-ban bukkan fel az okleveleken, ekkor a királyi udvar tisztviselőjeként. Türoszi Vilmos krónikájában nemesi származásúnak és II. Balduin király pohárnokmesterének (pincerna) mondja. Egy 1126-os keletű dokumentum már a királyság stratégiailag kiemelten fontos vazallus területe, Oultrejourdain („a Jordánon túli terület”) fő várának, Montréalnak az uraként − Paganus Montis Regalis − hivatkozik rá. 1129-ben mint Paganus Pincerna, 1131/32-ben pedig mint Paganus de Monte Regali szerepel oklevelek tanújaként. Az uralkodóváltást követően, 1136-ban az egyik oklevélen keresztneve után továbbra is ott áll a Pincerna; Paganus ekkor már biztosan Oultrejourdan ura volt, a Pincerna jelenlétét Türoszi Vilmos azzal magyarázza, hogy a tisztségének megnevezése Paganus vezetéknevévé vált. Ennek tükrében Paganus csak II. Balduin pohárnoka volt, utódjaié, Fulkó és Melisenda társuralkodó házaspáré már nem.
A krónikákból és oklevelekből ismert, hogy az 1120-as évek elején Oultrejourdain ura Romain du Puy volt; őt és fiát Türoszi Vilmos krónikás tudomása szerint a „bűneik”, azaz a király elleni lázadás miatt megfosztották birtokaiktól, melyek ezután kerültek Paganus pohárnokhoz. A hiányos, látszólag ellentmondásos korabeli források alapján a történészek több lehetőséget vázoltak arra, Paganus mikor tett szert Oultrejourdainra. Az egyik szerint Romain du Puy 1126-ig bezárólag szőtt összeesküvést II. Balduin ellen; és Paganus 1126-tól uralkodott Oultrejourdain felett. A másik szcenárió az, hogy Romain du Puy az 1133–34 környéki, II. Hugó jaffai gróf vezette bárói felkelésbe folyt bele; ennek megfelelően Paganus 1134-ben került Oultrejourdain élére. Steven Tibble történész elképzelése az, hogy Oultrejourdain uradalmát 1126-ban alapították, és Paganus volt az első ura; Romain du Puy csak a Jordánon túl térségében rendelkezett birtokokkal, de nem uralkodott az egész régió felett. Denys Pringle hasonlóképp azt vetette fel, hogy Romain du Puy uralma nem terjedt ki Montréalra, ezért Paganus pohárnok ezt megkaphatta 1126-ban, magát Oultrejourdaint viszont csak később, a jaffai bárói zendülést követően.
Oultrejourdain uraként a Paganus, dominus regionis trans Jordanem sitae [’Paganus, a Jordánon túl fekvő terület ura’] titulust használta az okleveleken. III. Balduin egy 1161-es dokumentumában Montréalt, Kerakot és Ahamantot (vélhetően a mai Ammánt) sorolja fel Paganus birtokaként. Steven Runciman történész szerint Paganus határozottan, fegyelmet tartva kormányzott. 1139-ben azonban szaracénok egy csapatának sikerült átkelnie a Jordánon, közel a torkolatához, kifosztották a vidéket, majd visszavonulás színlelésével csapdát állítottak az ellenük küldött templomosoknak, és megsemmisítették egységüket. Runciman azt feltételezi, ez az incidens késztethette Paganust arra, hogy olyan helyszínt keressen, ahonnan a Holt-tenger északi és déli csücskét egyaránt felügyelheti. 1142-ben Fulkó király engedélyével felépíttette Kerak erődjét; a vár Montréallal és a Mózes-völgyi erőddel − ahol Paganus helyőrséget állomásoztatott − együtt lehetővé tette a környék, illetve az Egyiptomból és Nyugat-Arábiából Szíriába vezető utak ellenőrzését. Paganus Montréalból Kerakba helyezte át uradalmának székhelyét.
A 13. század végéből származó Les Lignages d′Outremer arról számol be, hogy Paganus Nablusz ura, valamint Milly Guidó fiainak, Fülöpnek és Guidónak a nagybátyja volt; de sem nabluszi birtokosságát, sem a rokoni kapcsolatot nem támasztja alá semmilyen korabeli oklevél. A Paganushoz köthető legkésőbbi esemény az 1148-as akkoni tanácskozás, ahol a második keresztes hadjárat vezérei a Damaszkusz elleni katonai manőverről döntöttek. Paganus a gyűlésen még részt vett, de a sikertelen vállalkozásban már feltehetően nem. Utóda Oultrejourdain élén az unokaöccse, egy bizonyos Montréali Móric volt.